# Aptilosia crocea
Aptilosia crocea là một loài bướm đêm thuộc phân họ Arctiinae, họ Erebidae.